# Friedrich Wiese
Friedrich Wiese (Nordhastedt, 5 december 1892 - Gießen, 13 februari 1975) was een Duitse officier en General der Infanterie tijdens de Tweede Wereldoorlog.

## Leven
Friedrich Wiese werd op 5 december 1892 in Nordhastedt geboren. 

### Eerste Wereldoorlog
Op 4 augustus 1914 trad hij in dienst van het Koninklijke Pruisisch leger. Hij kwam in het Infanterie-Regiment "von Manstein" Nr. 84 in Schleswig. Op 6 november 1915 werd hij tot Leutnant der Reserve in het 2. Masurisches Infanterie-Regiment Nr. 147 benoemd. Wiese nam aan gevechten in Frankrijk deel, en werd met zijn regiment eind 1915 naar Rusland overgeplaatst. Als een compagniecommandant van een MG-compagnie, nam hij in 1919 deel aan gevechten in het Balticum. Op 1 september 1919 werd hij in de rang van een Oberleutnant uit de actieve dienst ontslagen. 

### Interbellum
Hij ging in de rang van een Leutnant in dienst van de Hamburgse politie. Hier kreeg hij werk als een pelotons- en Hundertschaftsführer, in diverse stafafdelingen, en als een tactiekdocent aan de officiersschool, en in het begin van 1934 als stafchef van een nationale politiedirectie.

### Tweede Wereldoorlog
Op 1 augustus 1935 werd Wiese als Major in de Wehrmacht opgenomen. Na een functie gehad te hebben bij het 69e Infanterieregiment, werd hij tot commandant van het 1e Bataljon van het 116e Infanterieregiment in Gießen benoemd. Als zodanig werd hij op 6 januari 1938 bevorderd tot Oberstleutnant. Met zijn bataljon verhuisde hij toen bij het uitbreken van de Tweede Wereldoorlog in de zomer van 1939 naar posities in het westen, voordat hij deel nam aan de slag om Frankrijk. Op 10 december 1940 nam Wiese het commando van de 39e Infanterieregiment over. Op 1 juni 1941 werd hij  bevorderd tot Oberst. Aan het einde van de lente van 1941 werd zijn regiment naar het oosten overgeplaatst. Aan het begin van operatie Barbarossa viel hij met zijn regiment centraal-Rusland aan. Na de opmarsen van 1941 vocht het regiment in de winter van 1941/42 in de posities bij Rzjev. Vanwege zijn verdiensten werd hij op 14 april 1942 met het Ridderkruis van het IJzeren Kruis onderscheiden. Op 15 april 1942 werd hij met het commando van het 26e Infanteriedivisie belast. Op 1 september 1942 werd Wiese  bevorderd tot Generalmajor. Daarmee werd hij ook tot commandant van het 26e Infanteriedivisie benoemd. Op 1 januari 1943 werd hij bevorderd tot Generalleutnant. Op 5 augustus 1943 droeg hij het commando van de divisie weer over, en werd met leiding van het 35e Legerkorps belast. Op 1 oktober 1943 werd hij bevorderd tot General der Infanterie. Daardoor werd hij ook tot Kommandierender General van het 35e Legerkorps benoemd.

### Einde van de oorlog
Begin april 1945 tot het einde van oorlog tot Kommandierender General van het 11e Legerkorps benoemd. Hij moest in het gebied rond Olmütz voor het Rode Leger capituleren. Verder is er niks bekend over zijn leven na de oorlog.

## Militaire carrière
Koninklijke Pruisisch leger/Deutsches Heer:
- Kriegsfreiwilliger: 4 augustus 1914[2][3][4]
- Leutnant der Reserve: 6 november 1915[3][4]
- Oberleutnant: 1 september 1919[3]

Polizei:
- Leutnant:[3]1 september 1919[4]

Wehrmacht:
- Hauptmann:
- Major: 1 augustus 1935[3][4]
- Oberstleutnant: 1 juni 1938[2][3][4]
- Oberst: 1 juni 1941[2][3][4]
- Generalmajor: 1 september 1942[5][2][3][6][4]
- Generalleutnant: 1 januari 1943[5][2][3][6][4]
- General der Infanterie: 1 oktober 1943[5][2][3][6][4]

## Onderscheidingen
- Ridderkruis van het IJzeren Kruis met Eikenloof (nr.372) op 24 januari 1944 als General der Infanterie en Kommandierender General/ 35e Legerkorps/ 9e Leger/ Heeresgruppe Mitte, Oostfront[7][3][6][8][4]
- Ridderkruis van het IJzeren Kruis op 14 april 1942 als Oberst en commandant van het 39e Infanterieregiment/ 6e Legerkorps/ 9e Leger / Heeresgruppe Mitte, Oostfront[7][3][8][4]
- Herhalingsgesp bij IJzeren Kruis 1939, 1e Klasse (14 juni 1940) en 2e Klasse (3 juni 1940)[7][4]
- IJzeren Kruis 1914, 1e Klasse (29 september 1918) en 2e Klasse (15 februari 1916)[4]
- Duitse Kruis in goud op 16 februari 1942 als Oberst en commandant van het 39e Infanterieregiment/ 26 Infanteriedivisie/ Oostfront[7][6][8][4]
- Erekruis voor Frontstrijders in de Wereldoorlog[7] in 1934[4]
- Dienstonderscheiding van Leger, 2e Klasse (25 dienstjaren)[7][4]
- Medaille Winterschlacht im Osten 1941/42[7] in 1942[4]
- Gewondeninsigne 1918 in zwart in 1918[4]